# Pong Dzsunho
Pong Dzsunho (hangul: 봉준호, handzsa: 奉俊昊, RR: Bong Jun-ho) (1969. szeptember 14.–) háromszoros Oscar-díjas dél-koreai filmrendező és forgatókönyvíró. Legismertebb filmjei közé tartozik A gazdatest (2006), valamint a Snowpiercer – Túlélők viadala (2013), mindkettő minden idők legtöbb bevételt hozó koreai filmjeinek listáján szerepelnek (2019-ben a 17. és 20. helyen). Két filmje szerepelt versenyben a cannes-i fesztiválon, az Okja, melyet 2017-ben mutattak be és a Netflix vetített, valamint az Élősködők, mely 2019-ben elnyerte az Arany Pálma-díjat és négy Oscar-díjat is.

## Filmográfia
| Év   | Film                          | Szerepkör | Szerepkör | Szerepkör       |
| Év   | Film                          | Rendező   | Producer  | Forgatókönyvíró |
| ---- | ----------------------------- | --------- | --------- | --------------- |
| 1997 | Motel Cactus                  | Nem       | Nem       | Igen            |
| 1999 | Phantom: The Submarine        | Nem       | Nem       | Igen            |
| 2000 | Barking Dogs Never Bite       | Igen      | Nem       | Igen            |
| 2003 | A halál jele                  | Igen      | Nem       | Igen            |
| 2005 | Antarctic Journal             | Nem       | Nem       | Igen            |
| 2006 | A gazdatest                   | Igen      | Nem       | Igen            |
| 2009 | Anya                          | Igen      | Nem       | Igen            |
| 2013 | Snowpiercer – Túlélők viadala | Igen      | Nem       | Igen            |
| 2014 | Ködbe veszve                  | Nem       | Igen      | Igen            |
| 2017 | Okja                          | Igen      | Igen      | Igen            |
| 2019 | Élősködők                     | Igen      | Igen      | Igen            |
| 2025 | Mickey 17                     | Igen      | Igen      | Igen            |